# 雷电增五
飛馬座58，又名BD+09 5170，HD 218700、SAO 128007、HR 8821，是飛馬座的一颗恒星，视星等为5.39，位于銀經85.83，銀緯-45.62，其B1900.0坐标为赤經23h 4m 59.3s，赤緯+9° -45.62′ 48″。